# Seacliff (Californie)
Seacliff est une census-designated place du comté de Santa Cruz, dans l'État de Californie, aux États-Unis,. En 2020, elle compte une population de 3 280 habitants.